# Pauline (Carolina del Sur)
Pauline es un área no incorporada ubicada del condado de Spartanburg en el estado estadounidense de Carolina del Sur. 
Hasta la década de 1890, Pauline era conocido como Stribling. La comunidad tomó el nombre de "Pauline", cuando fueron a poner el nombre en una oficina de correos y el nombre de "Stribling" ya estaba tomado, "Pauline" fue el primer nombre de la hija del administrador de correo en el momento.